# Dubeň (vrch)
Dubeň (613 m n. m.) je vrchol ležící v Kysucké vrchovině, tři kilometry východním směrem od centra Žiliny, nad Tepličkou nad Váhom v Žilinském kraji na Slovensku. Na hřebeni se nachází dřevěná vyhlídková věž Dubeň. 

## Charakteristika
Vrch má protáhlý tvar ve směru východ-západ a sahá od Tepličky nad Váhom až po městskou část Budatín. Vytváří přirozenou severní bariéru Váhu, který v západní části teče přímo pod jižní strání Dubna. Vrch je hustě zalesněný a jedinečný výhled na Žilinu a široké okolí nabízí kromě malých mýtin i rozhledna.

## Vysílač Dubeň
Na hřebeni Dubna se nacházejí několik stožárů, z nichž je vysílán signál televize, rozhlasu a GSM  pro město Žilina a její okolí. Kvalitním signálem pokrývají město a jeho blízké okolí, ale přesahy umožňují ladění TV a rádií i v Rajecké dolině a na Kysucích.

### FM vysílače[3]
| frekvence </br> [MHz] | program      | regionální verze | ERP    | polarizace |
| --------------------- | ------------ | ---------------- | ------ | ---------- |
| 91,9                  | Europa 2     | Střed            | 0,3 kW | kruhová    |
| 96,5                  | rádio Expres | Žilina           | 0,5 kW | vertikální |

### TV vysílač
Vysílač šíří vysílání soukromé Žilinské televize pro město a blízké okolí.
| stanice           | kanál | ERP    | polarizace   |
| ----------------- | ----- | ------ | ------------ |
| Žilinská televize | 55    | 0,2 kW | horizontální |

## Přístup
- po  značce ze Zástrania nebo Budatína
- lesom ze Zádubnia nebo Tepličky nad Váhom